# Oanca, Galați
Oanca este un cătun din comuna Rădești, Galați.